# 1740 au Canada
Pour un article plus général, voir Chronologie du Canada.
Cet article traite des événements qui se sont produits durant l'année 1740 au Canada.

## Événements

### Nouvelle-France
- 22 février : Pierre Céloron de Blainville, avec une centaine de soldats et de miliciens canadiens ainsi que 200 Amérindiens alliés, attaque les Chickasaws (près de la ville actuelle de Memphis, Tennessee). Ces derniers signent la paix[1].
- 27 juillet : le navire royal Le Rubis arrive à Québec avec un équipage malade.  Plusieurs personnes du voyage en meurent et même des personnes de la ville de Québec tombent malades à leur tour. Le nouvel évêque fraichement arrivé meurt aussi[2].
- 1er septembre : Jean-Baptiste Prévost du Quesnel devient gouverneur de l'Île Royale[3].
- Fondation de la paroisse de Saint-Denis-sur-Richelieu[4].
- Fondation des paroisses Saint-Vincent-de-Paul et Sainte-Rose sur l'Île Jésus.
- Date précise inconnue
  - Années 1740 : des canadiens français vont jouer à la crosse[5].

### Possessions anglaises
- 22 mars : Paul Mascarene devient gouverneur de la Nouvelle-Écosse[6].

## Naissances
- 7 février : Antoine Juchereau Duchesnay, homme politique. († 15 décembre 1806)
- 25 février : François Malepart de Beaucourt, artiste peintre († 24 juin 1794).
- 11 novembre : Charles-François Bailly de Messein, missionnaire, professeur et évêque († 20 mai 1794).

- George McBeath, homme politique († 3 décembre 1812).
- John Lees, homme politique († 4 mars 1807).
- William Tomison, explorateur pour le compte de la compagnie de la Baie d'Hudson († 26 mars 1829).

## Décès

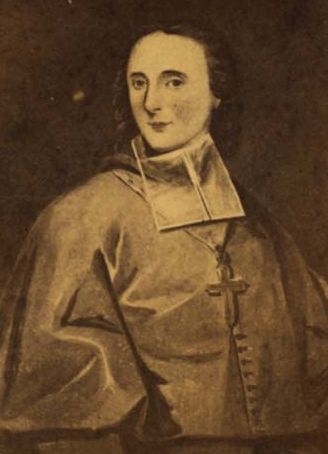
François-Louis de Pourroy de Lauberivière.

- Janvier : Louise-Élisabeth de Joybert de Soulanges et de Marson, épouse du gouverneur Vaudreuil (° 18 septembre 1673).
- 10 mai : Isaac-Louis de Forant, gouverneur de l'Île Royale (° 1685).
- 30 juillet : Jacques Barbel, militaire, notaire, chirurgien (° 1670).
- 20 août : François-Louis de Pourroy de Lauberivière, évêque de Québec nouvellement arrivé en fonction (° 16 juin 1711).